# Eileen Brennan

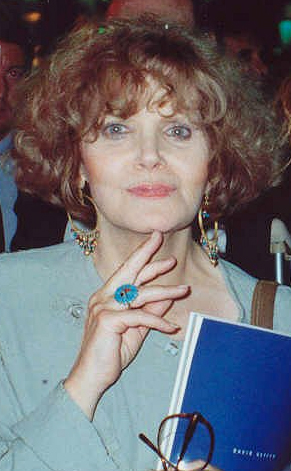
Eileen Brennan (1990)

Verla Eileen Regina Brennan  (* 3. September 1932 in Los Angeles, Kalifornien; † 28. Juli 2013 in Burbank, Kalifornien) war eine US-amerikanische Schauspielerin.

## Leben und Leistungen
Brennan entstammte einer irischen, katholischen Familie. Sie war Absolventin der American Academy of Dramatic Arts (AADA) und debütierte als Schauspielerin im Musical Little Mary Sunshine aus dem Jahr 1959. Im Musical Hello, Dolly! aus dem Jahr 1964 spielte sie bis zum Jahr 1970 eine der größeren Rollen. Ihre erste Filmrolle erhielt sie im Fernsehfilm The Star Wagon (1966), in dem sie neben Dustin Hoffman auftrat. Für ihre Rolle im Film Die letzte Vorstellung (1971) von Peter Bogdanovich, in dem sie neben Timothy Bottoms und Jeff Bridges spielte, wurde sie für den Britischen Filmpreis als Beste Nebendarstellerin nominiert. Im Filmdrama Asphalt-Blüten (1973) spielte sie neben Gene Hackman und Al Pacino, in der Kriminalkomödie Der Clou (1973) neben Paul Newman und Robert Redford. In der Komödie Eine Leiche zum Dessert (1976) spielte sie neben Truman Capote, Peter Falk, Alec Guinness, David Niven und Peter Sellers eine der Hauptrollen.
In der Komödie Schütze Benjamin (1980) spielte Brennan den weiblichen Hauptmann (Captain) Doreen Lewis, die die Soldatin Judy Benjamin (Goldie Hawn) bei jeder Gelegenheit mobbte. Für diese Rolle wurde sie für den Oscar in der Kategorie Beste Nebendarstellerin nominiert. Auf dem Film beruhte die gleichnamige Fernsehserie aus den Jahren 1981 bis 1983, in der Brennan ebenfalls Doreen Lewis spielte. Für diese Rolle gewann sie im Jahr 1982 den Golden Globe Award, im Jahr 1983 wurde sie für den Golden Globe nominiert. Sie gewann im Jahr 1981 den Emmy Award, in den Jahren 1982 und 1983 wurde sie für denselben Preis nominiert.
Im Filmdrama Frühstück bei ihr (1990) spielte Brennan neben Susan Sarandon und James Spader, in der Filmkomödie Miss Undercover 2 – Fabelhaft und bewaffnet (2005) neben Sandra Bullock und Treat Williams.
Brennan war in den Jahren 1968 bis 1974 mit David John Lampson verheiratet und wurde Mutter zweier Söhne. Brennan starb achtzigjährig an Blasenkrebs. Goldie Hawn würdigte sie als „brillante Komödiantin und kraftvolle ernsthafte Darstellerin mit der Stimme eines Engels“. Michael McKean nannte Brennan „eine brillante Darstellerin, die rau und zart sein konnte und eine große Komödiantin war“.

## Filmografie (Auswahl)
- 1966: The Star Wagon (Fernsehfilm)
- 1967: Scheidung auf amerikanisch (Divorce American Style)
- 1968: Rowan & Martin’s Laugh-In (Fernsehserie, 6 Folgen)
- 1970: Der Geist und Mrs. Muir (The Ghost & Mrs. Muir, Fernsehserie, 1 Folge)
- 1971: Die letzte Vorstellung (The Last Picture Show)
- 1972: All in the Family (Fernsehserie, 1 Folge)
- 1973: Asphalt-Blüten (Scarecrow)
- 1973: Der Clou (The Sting)
- 1974: Daisy Miller
- 1975: At Long Last Love
- 1975: Die Nacht, als die Marsmenschen Amerika angriffen (The Night That Panicked America, Fernsehfilm)
- 1975: Barnaby Jones (Fernsehserie, 1 Folge)
- 1975: Kojak – Einsatz in Manhattan (Kojak, Fernsehserie, 1 Folge)
- 1975: Straßen der Nacht (Hustle)
- 1976: Eine Leiche zum Dessert (Murder by Death)
- 1978: FM – Die Superwelle (FM)
- 1978: Der Schmalspurschnüffler (The Cheap Detective)
- 1979: Black Beauty (Miniserie)
- 1979: 13 Queens Boulevard (Fernsehserie, 9 Folgen)
- 1979–1980: A New Kind of Family (Fernsehserie, 11 Folgen)
- 1980: Schütze Benjamin (Private Benjamin)
- 1981: Was machst du, wenn du einen Elefanten triffst? (When the Circus Came to Town, Fernsehfilm)
- 1981: Taxi (Fernsehserie, 1^Folge)
- 1981–1983: Private Benjamin (Fernsehserie, 37 Folgen)
- 1982: Freitag, der 713. (Pandemonium)
- 1983: The Funny Farm
- 1984: Love Boat (The Love Boat, Fernsehserie, 2 Folgen)
- 1984–1985: Off the Rack (Fernsehserie, 7 Folgen)
- 1985: Alle Mörder sind schon da (Clue)
- 1986: Abenteuer im Spielzeugland (Babes in Toyland, Fernsehfilm)
- 1987: Tödliche Umarmung (Blood Vows: The Story of a Mafia Wife, Fernsehfilm)
- 1987: Magnum (Magnum, P.I., Fernsehserie, 1 Folge)
- 1987/1994: Mord ist ihr Hobby (Murder, She Wrote, Fernsehserie, 2 Folgen)
- 1988: Pippi Langstrumpfs neueste Streiche (The New Adventures of Pippi Longstocking)
- 1988: 900.000 $ zuviel (Sticky Fingers)
- 1988: Hochzeitsfieber (Going to the Chapel, Fernsehfilm)
- 1990: Stella
- 1990: Texasville
- 1990: Frühstück bei ihr (White Palace)
- 1990–1991: Blossom (Fernsehserie, 3 Folgen)
- 1991: Die besten Jahre (Thirtysomething, Fernsehserie, 1 Folge)
- 1991: Tödliche Absichten (Deadly Intentions... Again?, Fernsehfilm)
- 1992: Jagt meinen Peiniger! (Taking Back My Life: The Nancy Ziegenmeyer Story, Fernsehfilm)
- 1992: Hör mal, wer da hämmert (Home Improvement, Fernsehserie, 1 Folge)
- 1993: Heißes Eis (Murder So Sweet, Fernsehfilm)
- 1993: Kaltblütig geopfert (Precious Victims, Fernsehfilm)
- 1993: Geschichten aus der Gruft (Tales from the Crypt, Fernsehserie, 1 Folge)
- 1994: Meine Welt zerbricht (My Name Is Kate, Fernsehfilm)
- 1995: Walker, Texas Ranger (Fernsehserie, 1 Folge)
- 1995: Annabelles größter Wunsch (Freaky Friday, Fernsehfilm)
- 1995: Wer hat Angst vorm Weihnachtsmann? (Reckless)
- 1995: Vom eigenen Vater entführt (Trail of Tears, Fernsehfilm)
- 1996: Haus der stummen Schreie (If These Walls Could Talk, Fernsehfilm)
- 1996: Emergency Room – Die Notaufnahme (ER, Fernsehserie, 2 Folgen)
- 1996–2006: Eine himmlische Familie (7th Heaven, Fernsehserie, 9 Folgen)
- 1997: Das Leben geht weiter (Changing Habits)
- 1998: Nash Bridges (Fernsehserie, 1 Folge)
- 1998: Verrückt nach dir (Mad About You, Fernsehserie, 1 Folge)
- 1999: Ein Hauch von Himmel (Touched by an Angel, Fernsehserie, 1 Folge)
- 2000: Die letzte große Fahrt (The Last Great Ride)
- 2001: Jeepers Creepers – Es ist angerichtet (Jeepers Creepers)
- 2001–2006: Will & Grace (Fernsehserie, 6 Folgen)
- 2003: Lizzie McGuire (Fernsehserie, 1 Folge)
- 2003: Strong Medicine: Zwei Ärztinnen wie Feuer und Eis (Strong Medicine, Fernsehserie, 1 Folge)
- 2003: Im Dutzend billiger (Cheaper by the Dozen) (Szenen geschnitten)
- 2004: The Hollow – Die Rückkehr des kopflosen Reiters (The Hollow, Fernsehfilm)
- 2005: Dirty Movie (The Amateurs)
- 2005: Miss Undercover 2 – Fabelhaft und bewaffnet (Miss Congeniality 2: Armed and Fabulous)
- 2011: Naked Run

## Auszeichnungen
- 1973: BAFTA – Nominierung als beste Nebendarstellerin für Die letzte Vorstellung
- 1980: Oscar – Nominierung als beste Nebendarstellerin für Schütze Benjamin
- 1981: Primetime Emmy Award – Nominierung als bester Gaststar in einer Komödienserie für Taxi
- 1981–1983: Schütze Benjamin (Fernsehserie)
  - Golden Globe Award für die beste Darstellerin
  - Primetime Emmy Award für die beste Nebendarstellerin
  - Golden-Globe-Nominierung als beste Darstellerin
  - Primetime Emmy Award – Nominierung als beste Darstellerin
- 1988: Primetime Emmy Award – Nominierung als bester Gaststar in einer Komödienserie für Newhart
- 1989: Nominierung für die Goldene Himbeere als schlechteste Nebendarstellerin für Pippi Langstrumpfs neueste Streiche[5].
- 1991: Primetime Emmy Award – Nominierung als bester Gaststar in einer Fernsehserie (Drama) für Die besten Jahre
- 2006: Primetime Emmy Award – Nominierung als bester Gaststar in einer Komödienserie für Will & Grace